# José del Campo Sanz
José del Campo Sanz (f. 1962) va ser un polític i militar espanyol.

## Biografia
Mecànic de professió, va ingressar en el Partit Comunista d'Espanya (PCE). Va arribar a participar en els fets revolucionaris de 1934, realitzant labors d'agitació política. Després de l'esclat de la Guerra civil es va unir a les milícies republicanes; durant la contesa va ser comissari polític de les brigades mixtes 9a i 10a, així com de la 46a Divisió. Va estar present en les batalles de Brunete, Terol o l'Ebre. Després del final de la contesa es va exiliar en la Unió Soviètica, al costat d'altres membres del PCE.
Més endavant tornaria a Espanya, on va morir en 1962 mentre militava en la clandestinitat.